# عتليت (حيفا)
عتليت هي بلدة في شمال  فلسطين تقع على شاطئ البحر الأبيض المتوسط جنوبًا لمدينة حيفا، وهي في نطاق المجلس الإقليمي حوف هكرمل. قبل الاحتلال كانت قرية فلسطينية في قضاء حيفا تبعد 12 كم عنها، وقد دمرت وهجر أهلها في حرب عام 1948 وألحقت أراضيها بالمستعمرات اليهودية المجاورة التي تحمل نفس الاسم، وفيها معسكر اعتقال تسجن فيه إسرائيل فلسطينيين وعربا.

## الجغرافيا
تقع بمنتصف الطريق على شاطئ البحر عند قدمي جبل الكرمل بين مدينة حيفا (تبعد عنها 12.5 كم جنوباً) ومستوطنة زخرون يعقوب . ترتفع 25 م عن سطح البحر، وتبلغ مساحة أراضيها 9083 دونماً بلغ عدد سكانها عام 1931(948) نسمة، منهم 452 عربياً و496 يهودياً أما عام 1945 فقد بلغ عدد سكانها 660 نسمة منهم 150 عربياً و510 يهودياً. توجد فيها آثار قلعة قديمة وقوية بناها الصليبيون وسور حصن كبير وهي مبنية من أحجار كبيرة ، وتكثر فيها المغاير.

## التاريخ
كشفت التنقيبات التي أجريت حول القرية أن المكان كان يستخدم منذ العصر الحجري مروراً بالألف الثاني قبل الميلاد، بنى الصليبيون سنة 1218 في موقع القرية حصناً سموه"كاستلم بربغنيرورم".
حسب المصادر الاسرائيلية تم شراء معظم أرض عتليت عام 1899 من الصيادين العرب الذين بنوا أكواخهم بين الآثار الصليبية. بعد شراء أرض عتليت عام 1899، قام بزراعتها العرب وسكان منطقة التل العربية (في القلعة الصليبية) وعرب عين حوض. كان يسكن في آثارها ( 30 ) عائلة عربية ، يزرعون السهول الخصبة المحيطة بالقرية مع عرب عين حوض، ويبيعون محصولها لإدارة روتشيلد . كان البارون روتشيلد قد اشترى معظم أراضيها ومساحتها ( 3403 ) دونم لكن البارون لم يفعل بالأرض شيئاً . وفي عام ( 1897 م ) أصدر أمراً بأن تزرع فيها الأشجار المختلفة . بالرغم من وجود الخلافات والمشاجرات مع سكانها العرب الذين قدموا احتجاجاً على صحة البيع للحكومة المحلية.
وبعد حوالي عامين، نشأ الخوف من اعتبار المنطقة أرض محلولة لعدم زراعتها فيحق للسلطات مصادرتها، ولذلك ظهرت الحاجة إلى إرسال مزارعين اليهود إليها. في عام 1901 انتقل عشرة مزارعين شباب من زخرون يعقوب وبات شلومو إلى أرض عتليت، ليس بغرض الاستيطان الدائم بل لإظهار الوجود (كان لدى معظم المزارعين مزارع وعائلات في مستعمراتهم الأصلية).
في عام 1903 أصدر البارون روتشيلد أمراً بالاستيطان بعتليت تحت أي ظرف من الظروف. ولهذا الغرض تم إرسال عشرة عمال إليها لفترة تجريبية مدتها ثلاث سنوات، مجهزين بالبذور وأدوات العمل وحيوانات العمل. وفي نهاية هذه الفترة، كان من المفترض أن يصل المزارعون إلى الاستقلال الاقتصادي. بدأ المستوطنون اليهود في بناء قرية مجاورة برعاية إدموند جيمس روتشيلد على بعد حوالي 2 كم جنوب الموقع القديم والتي أطلقوا عليها أيضًا اسم عتليت. واستوطنت هناك مائة عائلة، لكن معظمها كان عبارة عن مستنقعات، وتوفي العديد من السكان بسبب الملاريا.
ولم تسود العلاقات السلمية بين عرب عتليت وجيرانهم من الطيرة (طيرة الكرمل اليوم). وعندما وصلت شخصية مهمة من تركيا، تم شراء أراضي عتليت وتم الوعد العرب بأنهم سيتمكنون من البقاء والعيش هناك، بل وسيتم منحهم الحماية ضد عرب طيرة. وبعد ستة أشهر، تم بيع الأرض مرة أخرى للبارون. طمح المستوطنون الشباب إلى إقامة حياة زراعية. وقاموا ببناء صف واحد من المنازل المتجاورة من أجل سلامة السكان. وفي نهاية الصف تم بناء مدرسة في غرفة متواضعة وفي غرفة أخرى كنيس.
وفي عام 1910 أنشأ آرون آرونسون محطة تجارب زراعية شمال عتليت على أرض الصندوق القومي اليهودي. وكانت المحطة توظف العرب فقط تقريبًا. خلال الحرب العالمية الأولى، تم استخدام المحطة أيضًا كقاعدة سرية لشبكة نيلي التجسسية اليهودية لصالح البريطانيين، وكانت هنالك مكتبة، ولكن تم تدميرها ومعظم المزرعة في غارة قام بها الأتراك بعد أن أدركوا أنها تستخدم من قبل أعضاء شبكة نيلي. تعد نخليات الطويلة عند مدخل المستوطنة اليوم من بقايا هذه المزرعة.
خلال فترة الانتداب، أنشأ البريطانيون سجنًا في عتليت ومعسكر اعتقال للمهاجرين "غير الشرعيين". وأقام الصهاينة على أراضيها مستعمرة أيضاً مستعمرة "نفي يام" سنة 1939،
احتلت عام 1948 وتم تهجير الفلسطينيين منها . ثمة سجن اسمه "عتليت" استخدمته إسرائيل لسجن المعتقلين اللبنانيين والفلسطينيين.

## القرية اليوم
لم يبق أي أثر للمنازل العربية. وهناك محطة لقطار سكة الحديد كانت توفر الخدمات للقرية في الماضي، وما زالت الآن في قيد الاستعمال. وثمة سجن في الجوار استخدمته إسرائيل في سنة 1989 فسجنت فيه المعتقلين من لبنانيين وفلسطينيين.

## المستعمرت الصهيونية على اراضي القرية
أقام الصهيونيين مستعمرة عتليت في سنة 1903, ومستعمرة نفي يام في سنة 1939. وكلا المستعمرتين قائمة الآن على أراضي القرية.

## توأمة
لعتليت (حيفا) اتفاقيات توأمة مع:
- أراد

## اثار القرية
تدل المكتشفات الأثرية على أن المكان كان مأهولا منذ أقدم العصور، وكان فيه ميناء فينيقي حيث وجدت فيه مقبرة فينيقية. ورغم أن فيها آثار تعود إلى العهدين اليوناني والروماني إلا أن أحدًا لا يعلم لماذا سميت بهذا الاسم [1]
عتليت بفتح أوله وسكون ثانيه وكسر لامه ميناء كنعاني فينيقي قديم، يذكره الرّومان واليونان باسم Bucolon-polis أي مدينة الرّعاة، كما يذكرها الإفرنج فيما دونوه من حروبهم في بلادنا، وفي المؤلّفات العربيّة يذكرها ياقوت الحموي في معجم البلدان على أنّها حصن في سواحل الشّام يعرف بالحصن الأحمر كان من المواقع الّتي فتحها الملك النّاصر يوسف بن أيوب سنة 583 هـ.

## أراضي القرية
مساحتها المبنية 4  دونم من مجمل مساحة أراضيها البالغة 9083 دونم. كانت الأراضي الزراعية الساحلية تحيط بها شرقاً، إضافةً إلى أحواض كببرة زراعية ساحلية، وأحواض كبيرة للتبخر (لاستخراج الملح) من الناحية الجنوبية الغربية للقرية. أما عن الحدود البشرية فقد كانت قرية عين حوض تحد عتليت من الناحية الشمالية الشرقية، وقرية المزار تحدها شرقاً، بينما تحدها قرية جبع من الجنوب الشرقي، قرية صرفند جنوباً، ويشكل البحر الأبيض المتوسط حداً طبيعياً غربياً للقرية.[2]

## سجن عتليت
افتتح سجن “كرمل” عام 1985. وكان في الماضي سجنًا مؤقتًا، بسبب الازدحام الذي ساد السجون في ذلك الوقت، وسمي سجن “عتليت”. وفي السنوات الأولى لقيامه كان السجناء يقيمون في الخيام. وقد بدأ الانتقال إلى المباني الثابتة عام 1990 وانتهت هذه المرحلة عام 1991. سجناء بالغون يحكم عليهم بالسجن حتى ثلاث سنوات، أو لا تتجاوز المدة المتبقية من محكوميتهم ثلاث سنوات، يستوعب السجن 500 سجيناً تقريباً.[3]

## معرض صور

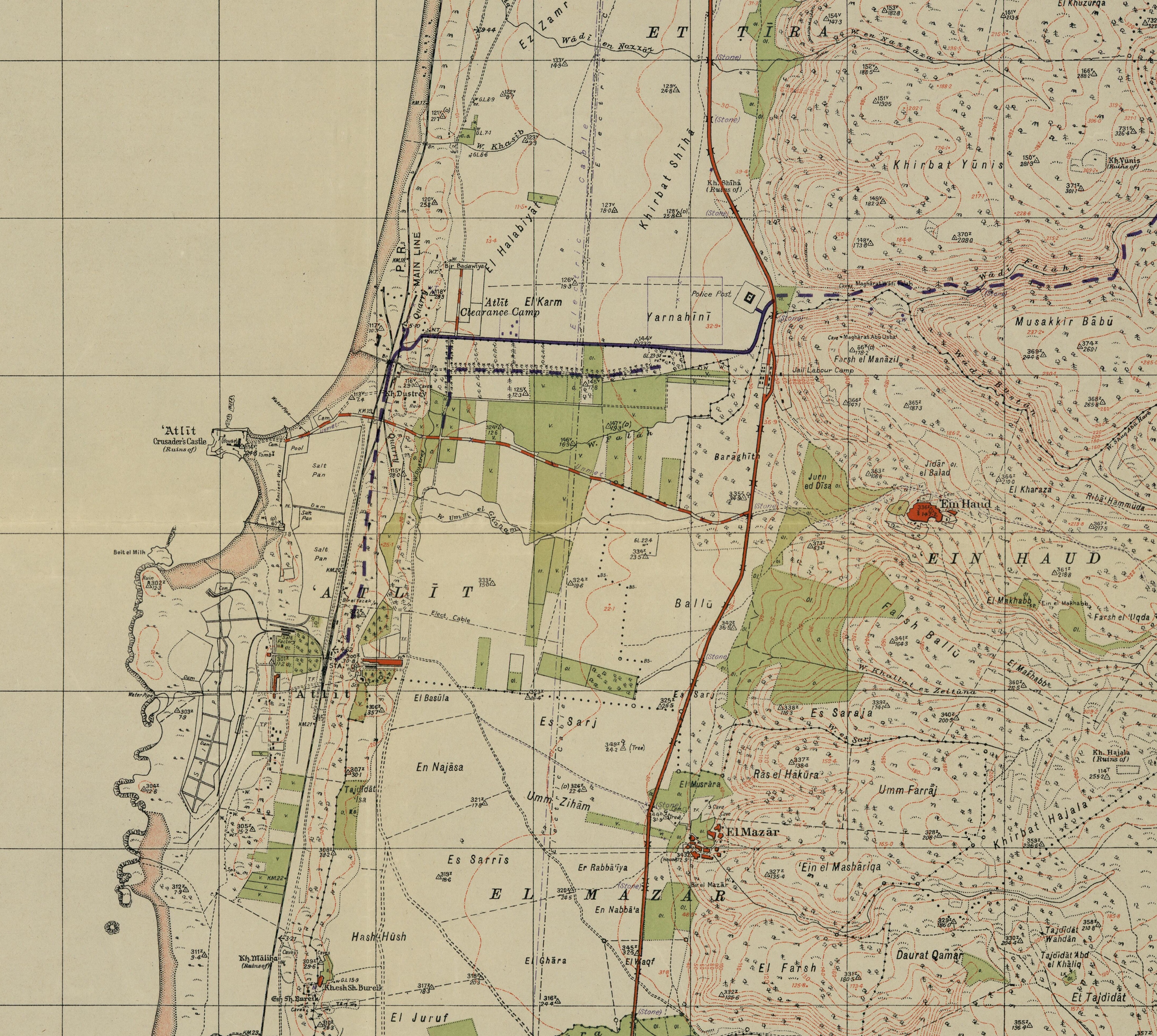
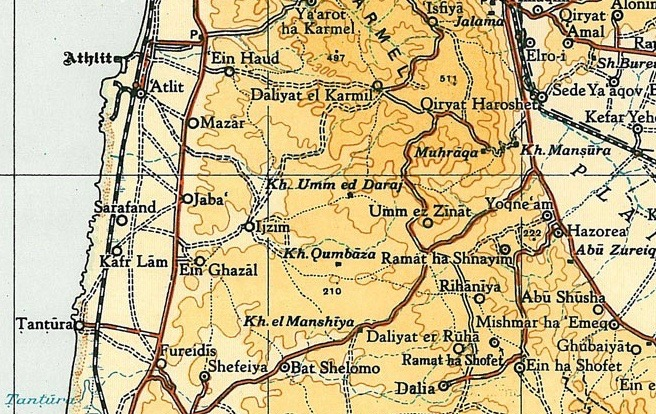
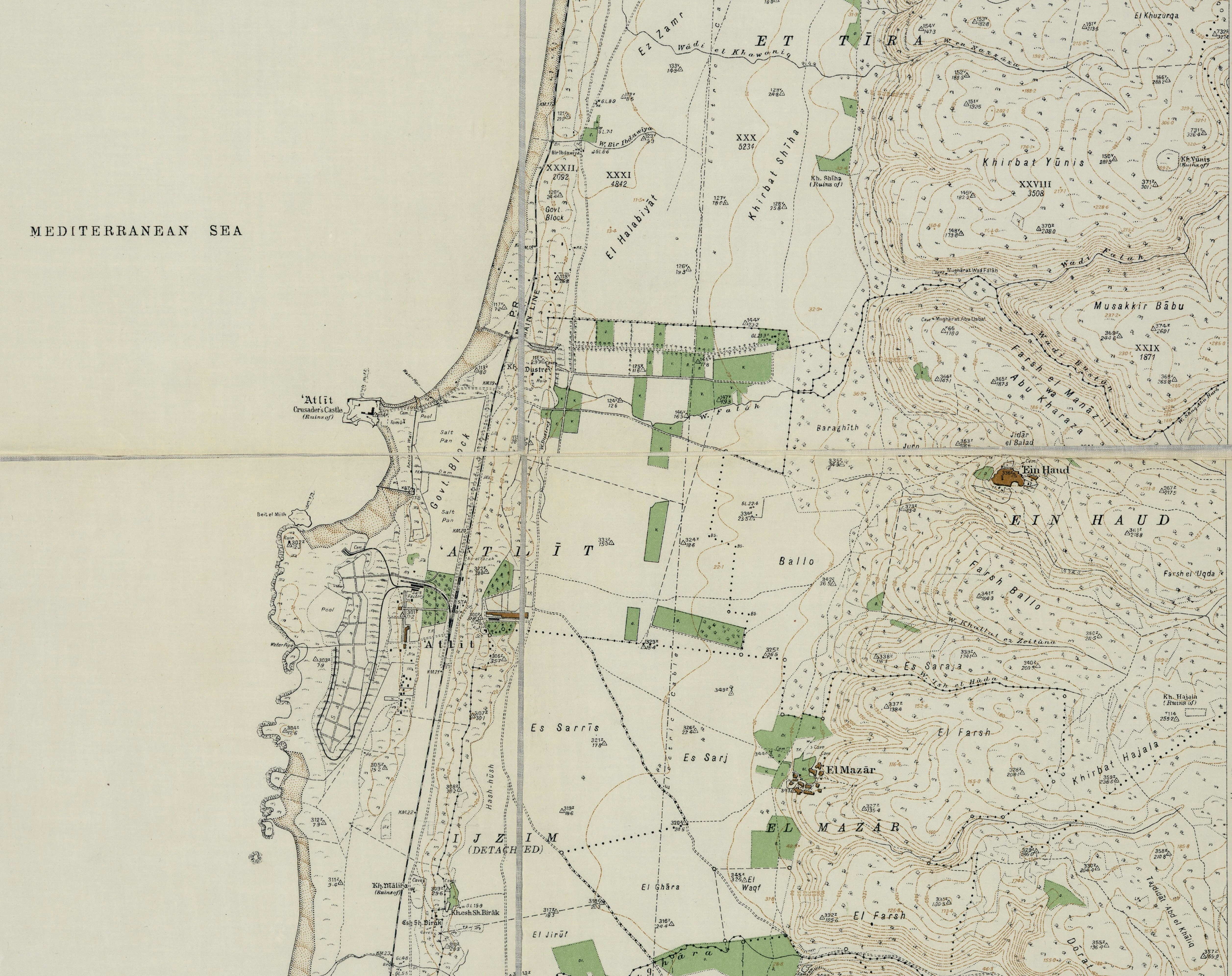